# Aizil Yazid
Aizil Yazid (* 24. Dezember 2004 in Singapur), mit vollständigen Namen Muhammad Aizil Mohamed Yazid, ist ein singapurischer Fußballspieler.

## Karriere

### Verein
Aizil Yazid erlernte das Fußballspielen in den Mannschaften des ANZA Soccer, Chelsea FC International und der Singapore Sports School. Seinen ersten Vertrag unterschrieb er am 19. Januar 2020 bei Albirex Niigata (Singapur). Der Verein spielte in der ersten Liga, der Singapore Premier League. Hier kam er jedoch nicht zum Einsatz. Nach einer Saison wechselte er zum ebenfalls in der ersten Liga spielenden Hougang United. Für Hougang bestritt er sechs Ligaspiele. Im Januar 2023 trat er seinen Militärdienst an. Von der Singapore Army wurde er im Januar 2023 an den Erstligisten Young Lions ausgeliehen. Die Young Lions sind eine U23-Mannschaft, die 2002 gegründet wurde. In der Elf spielen U23-Nationalspieler und auch Perspektivspieler. Ihnen soll die Möglichkeit gegeben werden, Spielpraxis in der ersten Liga, der Singapore Premier League, zu sammeln.

### Nationalmannschaft
Seit 2023 spielt Yazid für die singapurische U22- und U23.